# Bruce Vilanch
Bruce Vilanch est un acteur et scénariste américain, né le 23 novembre 1948 à New York (État de New York, États-Unis).

## Biographie
Bruce Vilanch est notamment connu pour sa participation régulière au jeu télévisé Hollywood Squares.
Il a fait l'objet du documentaire Get Bruce.
Bruce Vilanch est ouvertement homosexuel et a témoigné dans le documentaire Laughing Matters: Gay Comedy in America.

## Filmographie

### comme Scénariste
- 1976 : The Paul Lynde Halloween Special (TV)
- 1977 : The Barry Manilow Special (TV)
- 1978 : Bette Midler: Ol' Red Hair Is Back (TV)
- 1978 : The Star Wars Holiday Special (TV)
- 1980 : Divine Madness de Michael Ritchie
- 1987 : Funny, You Don't Look 200: A Constitutional Vaudeville (TV)
- 1987 : Las Vegas: An All-Star 75th Anniversary (TV)
- 1995 : 1st Annual Screen Actors Guild Awards (TV)
- 1995 : The 67th Annual Academy Awards (TV)
- 1995 : TV Laughs at Life (TV)
- 1996 : The 68th Annual Academy Awards (TV)
- 1997 : Bette Midler in Concert: Diva Las Vegas (TV)
- 1998 : Comic Relief VIII (TV)
- 1999 : The 51st Annual Primetime Emmy Awards (TV)
- 1999 : American Fashion Awards (TV)
- 2000 : 14th Annual American Comedy Awards (TV)
- 2001 : 15th Annual American Comedy Awards (TV)
- 2003 : TV Land Awards: A Celebration of Classic TV (TV)
- 2004 : The 58th Annual Tony Awards (TV)

### comme Acteur
- 1975 : Mahogany : Designer
- 1983 : Breathless : Man with Purse
- 1984 : Les Guerriers des étoiles (The Ice Pirates) : Wendon
- 1984 : Santa Barbara (série TV) : Hippie priest
- 1986 : The Morning After : Bartender
- 1988 : The Drifter : Cook
- 1989 : It Nearly Wasn't Christmas (TV) : Philpot
- 1991 : Fourth Story (TV) : Flower salesman
- 1992 : Love Can Be Murder (TV) : Bernie
- 2001 : Circuit : Theater Stage Manager
- 2008 : Rien que pour vos cheveux : Lui-même